# Mono Band (minialbum)
Mono Band – pierwszy minialbum projektu Mono Band gitarzysty zespołu The Cranberries, Noela Hogana, wydany 20 maja 2005 w Irlandii. Zawiera pięć utworów projektu, które znalazły się później na albumie Mono Band.

## Lista utworów
1. "Waves" (wokal - Richard Walters, perkusja - Fergal Lawler)
2. "Run Wild" (wokal - Alexandra Hamnede, perkusja - Fergal Lawler)
3. "Crazy" (wokal - Kate Havnevik, perkusja - Fergal Lawler)
4. "Why?" (wokal - Alexandra Hamnede)
5. "Brighter Sky" (wokal - Soname Yangchen, dodatkowe keyboardy i programowanie - Marius de Vries)

Noel Hogan we wszystkich utworach - jako lider - grał na gitarze i śpiewał w chórkach.